# Plakotí (ort i Grekland, Västra Grekland)
Plakotí är en ort i Grekland.   Den ligger i prefekturen Nomós Aitolías kai Akarnanías och regionen Västra Grekland, i den centrala delen av landet, 250 km nordväst om huvudstaden Aten. Plakotí ligger 213 meter över havet och antalet invånare är 188.
Terrängen runt Plakotí är huvudsakligen kuperad, men västerut är den platt. Havet är nära Plakotí åt sydväst. Runt Plakotí är det ganska glesbefolkat, med 31 invånare per kvadratkilometer. Närmaste större samhälle är Amfilochía, 15,9 km söder om Plakotí. I omgivningarna runt Plakotí växer i huvudsak blandskog.